# Agelasta newmani
Agelasta newmani là một loài bọ cánh cứng trong họ Cerambycidae.